# Вайт Тауншип (округ Індіана, Пенсільванія)
Вайт Тауншип (англ. White Township) — селище (англ. township) в США, в окрузі Індіана штату Пенсільванія. Населення — 15 336 осіб (2020).

## Демографія
Згідно з переписом 2010 року, у селищі мешкала 15 821 особа в 6892 домогосподарствах у складі 3765 родин. Було 7318 помешкань
Расовий склад населення:
| - 87,9 % — білих - 7,5 % — чорних або афроамериканців - 2,2 % — азіатів - 0,2 % — корінних американців |

До двох чи більше рас належало 1,3 %. Частка іспаномовних становила 1,9 % від усіх жителів.
За віковим діапазоном населення розподілялося таким чином: 16,1 % — особи молодші 18 років, 63,6 % — особи у віці 18—64 років, 20,3 % — особи у віці 65 років та старші. Медіана віку мешканця становила 42,6 року. На 100 осіб жіночої статі у селищі припадало 103,1 чоловіків;  на 100 жінок у віці від 18 років та старших — 102,5 чоловіків також старших 18 років.
Середній дохід на одне домашнє господарство  становив 67 656 доларів США (медіана — 46 959), а середній дохід на одну сім'ю — 86 030 доларів (медіана — 66 182). Медіана доходів становила 50 098 доларів для чоловіків та 35 480 доларів для жінок. За межею бідності перебувало 13,6 % осіб, у тому числі 11,9 % дітей у віці до 18 років та 5,4 % осіб у віці 65 років та старших.
Цивільне працевлаштоване населення становило 7127 осіб. Основні галузі зайнятості: освіта, охорона здоров'я та соціальна допомога — 34,4 %, роздрібна торгівля — 13,1 %, мистецтво, розваги та відпочинок — 11,0 %.